# 出原谷川
出原谷川（いずはらだにがわ）は、徳島県那賀郡那賀町を流れる那賀川水系の河川である。

## 地理
那賀郡那賀町（旧木頭村）の水源から木頭村を経て那賀川に合流する。林道・出原谷線から山肌沿いに走ったところに「出原谷の水」という湧水が湧いている。

## 流域の自治体
徳島県
那賀郡那賀町